# یعقوب گون
یعقوب گون (انگلیسی: Yakubu Gowon؛ زادهٔ ۱۹ اکتبر ۱۹۳۴) ژنرال نظامی و سیاست‌مدار اهل نیجریه است. وی از سال ۱۹۶۶ تا ۱۹۷۵ رییس دولت نیجریه بوده است.
وی در ژوئیه ۱۹۶۶ پس از کودتا بر علیه جانسون آگوی-ایرونسی که خود در ژانویه ۱۹۶۶ با کودتا به حکومت رسیده بود قدرت را در دست گرفت اما در سال ۱۹۷۵ مورتالا محمد بر علیه وی کودتا کرد و از حکومت برکنار شد. برخی وی را متهم به نسل‌کشی و جنایت بر علیه بشریت کرده‌اند اما وی اتهامات را رد کرده و معتقد بوده رهبری وی کشور را نجات داده است.